# Presó de les Oblates
La Presó de les Oblates fou una presó de dones ubicada a Tarragona, al carrer del Portal del Carro.

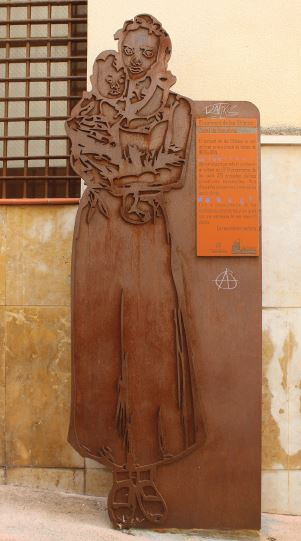
Placa a l'exterior del Convent de les Oblates en memòria de les dones que van passar per la presó.

En els seus inicis, era un convent, que es va reconvertir a presó de dones el juny de 1939 a causa de la saturació de presos de la presó de Pilats, localitzada també a Tarragona. La presó de les Oblates va funcionar fins al 1944, amb el trasllat de més de dues-centes dones a altres centres penitenciaris. Actualment, està habitat per una congregació religiosa i no s’hi permeten visites.

## Història de la presó
Durant el mes de gener de 1939, van ingressar 10 dones a la presó de Pilats, totes detingudes a Tarragona. N'hi havia prou amb l'atestat de la policia, els informes de les autoritats (guàrdia civil, falange i alcalde) i la declaració dels acusats o acusades per tramitar el sumaríssim.
A la sala de les dones de Pilats ingressava preses contínuament i els consells de guerra es multiplicaven. Aproximadament, es feien 30 judicis diaris.
El juny 1939, van convertir el convent de les Oblates, que es troba al carrer del Portal del Carro, en presó de dones. Això va succeir a causa de l’Ordre del 30 d'agost de 1938, que va permetre convertir els convents en presons, i es va anul·lar la reforma de Victoria Kent (directora general de presons durant la República), que apartava les monges de l’administració i de la custòdia de les presons.
Abans de ser convertit en presó, el convent de les Monges Oblates, situat en un entorn de prostíbol, acollia criatures abandonades i dones amb embarassos no desitjats. Quan va entrar l'excèrcit nacional a Tarragona, el 15 de gener de 1939, va ser convertit en presó i les monges van passar a fer funcions de guardianes.
El 6 de juny 150 preses van ser traslladades a peu i de nit a les Oblates amb les seves pertinences. La majoria de dones anaven vestides amb la roba que portaven quan les van detenir. Les monges exercien una permanent activitat de control de les preses mitjançant escorcolls i registres de la roba per detectar qualsevol objecte prohibit.
Més endavant, van arribar preses d’arreu d’Espanya, «les madrilenyes», que ocuparien l’ala esquerra del convent (ja que les catalanes es trobaven a l’ala dreta). S’ha constatat que les monges les mantenien completament aïllades les unes de les altres i estava prohibida qualsevol comunicació entre elles.
No es té constància de la majoria de fets que succeïen allà. Tot i així els testimonis de les preses expliquen  les dutxes amb aigua freda, els recomptes de preses matí i tarda, la formació per cantar el «Cara al Sol», les tasques de neteja i la missa obligatòria els diumenges. Sobrevivien amb els paquets de menjar que rebien de les famílies que compartien amb les que no tenien res, hi havia molta solidaritat. Diverses dones van morir a Les Oblates per malaltia, insalubritat o manca d'aliments. Elisa Cardona Ollé fou la única afusellada.
En passar el temps, va arribar un moment en què les presons estaven plenes de gom a gom. Es va crear, a cada província, una «comisión de examen de penas», per corregir diferències de les penes imposades. Es va donar llibertat condicional a les preses que havien complert la meitat de la seva condemna, de 6 a 12 anys. El 27 de desembre de 1941, van ser traslladades a la Presó de dones de les Corts de Barcelona 292 preses, amb 16 nens i nenes. La presó de les Oblates gairebé es va buidar. Va deixar de ser presó definitivament el 1944.
El 2017 les Oblates van abandonar Tarragona, l'espai va ser ocupat per la Organització Art Natalis, dedicada a l'atenció de dones gestents en risc d'exclusió social.

## Context històric

### El franquisme (1939 - 1975)
Pocs mesos després del final de la Guerra Civil (1936-1939), va esclatar la Segona Guerra Mundial, en la qual l’Espanya de Franco no va participar, adoptant una postura de “no-bel·ligerància”, encara que donava suport a l'Alemanya de Hitler. Això es deu al fet que Alemanya va ajudar el bàndol "nacional" durant la Guerra Civil Espanyola. Mentre Hitler anava perdent la guerra, Espanya s’anava col·locant en una postura cada vegada més neutral. Hi havia molta pobresa en viure’s una situació d'autarquia econòmica i comercial. El país patia una gran absència de productes de primera necessitat, que va causar un descens de salaris i un augment de preus. La fam que patien les persones va desembocar en la utilització de cartilles de racionament per repartir aliments bàsics entre la població. Durant els anys de dictadura, es va patir també un gran endarreriment industrial.
L'etapa franquista va acabar el 1975, amb la mort de Francisco Franco i el restabliment de les institucions democràtiques a Espanya.

### La dona sota el franquisme
La dictadura franquista es basava en uns ideals de repressió i humiliació sobre totes aquelles persones que no anaven a l’uníson amb les seves polítiques d’ultradreta. Un d’aquests ideals era l’autèntic masclisme en tots els àmbits, que volia arribar al sistema de valors patriarcals tradicional, i que sotmetia la dona per aïllar-la i situar-la en un segon pla.
Amb el triomf del franquisme, el nacionalcatolicisme va convertir la dona en un símbol de la llar i la va sotmetre a l’autoritat de l’home. La dona havia d’estar subordinada a l’home, pendent de cuidar als fills, de les tasques domèstiques i, sobretot, de la satisfacció masculina. La dona estava sotmesa a la llar i no a l'emancipació laboral. Aquestes idees passaven de generació en generació a través d’un esperit d’entrega al marit i amb ensenyances masclistes als infants; així com llibres de regles per a les dones o cançons “educatives” masclistes.
Els anys de postguerra espanyola i la dictadura franquista van representar per al moviment feminista i per a les dones en general un retrocés que, a més, va justificar la violència com una de les diferents formes utilitzades per resoldre conflictes o problemes mitjançant la força. La intimidació o l’abús cap a elles es va fer present de forma més o menys evident en molts àmbits de la societat, a les institucions, a les activitats recreatives, a l'escola, a la família, als grups d’iguals i als mitjans de comunicació, que van ser utilitzats com a instruments de dominació.